# Wembley Stallions 2018
Questa voce raccoglie le informazioni riguardanti gli Wembley Stallions nelle competizioni ufficiali della stagione 2018.

## Maschile

### BAFA NL Division One 2018

#### Stagione regolare
| 15 aprile 2018 1ª giornata | Colchester Gladiators | 34 – 26 | Wembley Stallions |  |

| 29 aprile 2018 3ª giornata | London Hornets | 6 – 17 | Wembley Stallions |  |

| 13 maggio 2018 5ª giornata | Wembley Stallions | 26 – 37 | Cambridgeshire Cats |  |

| 20 maggio 2018 6ª giornata | Wembley Stallions | 50 – 13 | East Kent Mavericks |  |

| 10 giugno 2018 8ª giornata | Wembley Stallions | 7 – 27 | Kent Exiles |  |

| 17 giugno 2018 9ª giornata | Cambridgeshire Cats | 40 – 0 | Wembley Stallions |  |

| 1º luglio 2018 11ª giornata | Kent Exiles | 7 – 17 | Wembley Stallions |  |

| 8 luglio 2018 12ª giornata | Wembley Stallions | 23 – 0 | Colchester Gladiators |  |

| 22 luglio 2018 14ª giornata | Wembley Stallions | 22 – 28 | London Hornets |  |

| 12 agosto 2018 17ª giornata | East Kent Mavericks | 16 – 23 | Wembley Stallions |  |

### Statistiche di squadra
| Competizione      | %Vittorie | In casa | In casa | In casa | In casa | In casa | In casa | In trasferta | In trasferta | In trasferta | In trasferta | In trasferta | In trasferta | Totale | Totale | Totale | Totale | Totale | Totale |
| Competizione      | %Vittorie | G       | V       | N       | P       | Pf      | Ps      | G            | V            | N            | P            | Pf           | Ps           | G      | V      | N      | P      | Pf     | Ps     |
| ----------------- | --------- | ------- | ------- | ------- | ------- | ------- | ------- | ------------ | ------------ | ------------ | ------------ | ------------ | ------------ | ------ | ------ | ------ | ------ | ------ | ------ |
| Stagione regolare | .500      | 5       | 2       | 0       | 3       | 128     | 105     | 5            | 3            | 0            | 2            | 83           | 103          | 10     | 5      | 0      | 5      | 211    | 208    |
| Totale            | .500      | 5       | 2       | 0       | 3       | 128     | 105     | 5            | 3            | 0            | 2            | 83           | 103          | 10     | 5      | 0      | 5      | 211    | 208    |

## Femminile

### Sapphire Series Division 2A 2018

#### Stagione regolare
| Portsmouth 10 febbraio 2018 | Portsmouth Dreadnoughts | 13 – 0 | Wembley Stallions |  |

| Portsmouth 10 febbraio 2018 | Wembley Stallions | 35 – 0 | Cardiff Valkyries |  |

| Sandwell 24 febbraio 2018 | Sandwell Steelers | 27 – 12 | Wembley Stallions |  |

| Sandwell 24 febbraio 2018 | Wembley Stallions | 1 – 0 (a tavolino) | Teesside Steelers |  |

| Wembley 3 marzo 2018 | Portsmouth Dreadnoughts | - – - | Wembley Stallions |  |

| Wembley 3 marzo 2018 | Wembley Stallions | - – - | Cardiff Valkyries |  |

#### Playoff
| Sandwell 17 marzo 2018 Round One | Wembley Stallions | 19 – 9 | Teesside Steelers |  |

| Sandwell 17 marzo 2018 Semifinale | Sandwell Steelers | 27 – 7 | Wembley Stallions |  |

| Sandwell 17 marzo 2018 Finale 3º - 4º posto | Chester Romans | 0 – 27 | Wembley Stallions |  |

### Statistiche di squadra
| Competizione      | %Vittorie | In casa | In casa | In casa | In casa | In casa | In casa | In trasferta | In trasferta | In trasferta | In trasferta | In trasferta | In trasferta | Totale | Totale | Totale | Totale | Totale | Totale |
| Competizione      | %Vittorie | G       | V       | N       | P       | Pf      | Ps      | G            | V            | N            | P            | Pf           | Ps           | G      | V      | N      | P      | Pf     | Ps     |
| ----------------- | --------- | ------- | ------- | ------- | ------- | ------- | ------- | ------------ | ------------ | ------------ | ------------ | ------------ | ------------ | ------ | ------ | ------ | ------ | ------ | ------ |
| Stagione regolare | .500      | 2       | 2       | 0       | 0       | 36      | 0       | 2            | 0            | 0            | 2            | 12           | 40           | 4      | 2      | 0      | 2      | 48     | 40     |
| Playoff           | .250      | 1       | 1       | 0       | 0       | 19      | 9       | 2            | 1            | 0            | 1            | 34           | 27           | 3      | 2      | 0      | 1      | 53     | 36     |
| Totale            | .571      | 3       | 3       | 0       | 0       | 55      | 9       | 4            | 1            | 0            | 3            | 46           | 67           | 7      | 4      | 0      | 3      | 101    | 76     |